# Herb gminy Tomaszów Mazowiecki
Herb gminy Tomaszów Mazowiecki – jeden z symboli gminy Tomaszów Mazowiecki, ustanowiony 23 lutego 2012.

## Wygląd i symbolika
Herb przedstawia na tarczy koloru złotego pannę na czarnym niedźwiedziu ze złotą koroną i czerwoną suknią (herb Rawicz), a nad nią trzymana w rękach zielona gałąź dębu z liśćmi i żołędziami (nawiązanie do lasów gminy i herbu powiatu). 